# Kacin
Kacin je priimek v Sloveniji, ki ga je po podatkih Statističnega urada Republike Slovenije na dan 1. januarja 2010 uporabljalo 162 oseb.

## Znani nosilci priimka
- Ahacija Kacin (1899—1979), redovnica, knjižničarka
- Alan Kacin, strokovnjak za fizioterapijo, prof. ZF UL
- Anton Kacin (1901—1984), šolnik, literarni zgodovinar, urednik, slovničar in politik
- Blanka Kacin, reli voznica - prvakinja
- Davor Kacin, gorski kolesar
- Dominik Kacin (1895—1971), zadružni in politični delavec
- Dominika Kacin (Nedeljka Pirjevec) (1932—2003), igralka, prevajalka, pisateljica
- Dor(ic)a Makuc (r. Kacin) (1928—2020), novinarka, publicistka, režiserka
- Gregor Kacin Medle (um.i. Gregorov), idrijski glasbenik, kantavtor/pevec...
- Irma (Kacin) Flis (1925—2005), igralka, pisateljica, prevajalka, publicistka in filmska kritičarka
- Ivan Kacin (1884—1953), organist in órglar (izdelovalec orgel)
- Ivan (Jan) Kacin (1903—1960), izseljenski literat, urednik in publicist
- Jelko Kacin (*1955), obramboslovec, politik, diplomat, uradni govorec
- Marija Kacin, filologinja: italijanistka, slovenistka, literarna zgodovinarka (hči Antona)
- Milica Kacin Wohinz (1930—2021), zgodovinarka
- Miran Kacin, reli-voznik (avtomobilistični dirkač)
- Štefan Kacin (*1939), arhitekt